# Sinagoga Eliyahu Hanavi
La Sinagoga Eliyahu Hanavi (en àrab: كنيس إلياهو هانبي) és una sinagoga de la ciutat d'Alexandria, Egipte. Fou construïda l'any 1354, va ser bombardejada pels francesos durant la invasió d'Egipte de l'any 1798, i va ser reconstruïda l'any 1850 amb la col·laboració de la dinastia del rei Muhàmmad Alí Paixà. Tot i que en el passat van arribar a ser força nombrosos actualment hi ha una comunitat molt petita de jueus a la ciutat d'Alexandria. La sinagoga va romandre tancada durant les celebracions de l'any jueu 5722 (2012) per raons de seguretat.